# Rethera brandti
Rethera brandti är en fjärilsart som beskrevs av Bang-haas 1937. Rethera brandti ingår i släktet Rethera och familjen svärmare. Inga underarter finns listade.